# Vive la mariée... et la libération du Kurdistan
Pour plus de détails, voir Fiche technique et Distribution.
Vive la mariée... et la libération du Kurdistan est un film franco-kurde réalisé par Hiner Saleem, sorti en 1998.

## Synopsis
Cheto est un réfugié politique kurde vivant à Paris. Malgré ses relations avec une Française, Christine, il a comme objectif de se marier avec une Kurde vierge et patriote. Son meilleur ami, Misto Vidéo, part au Kurdistan pour filmer des candidates potentielles. Une fois son choix arrêté, Cheto organise son mariage mais ce n’est pas la jeune fille choisie qui arrive à Paris...

## Fiche technique
- Titre : Vive la mariée... et la libération du Kurdistan
- Réalisation : Hiner Saleem
- Scénario : Hiner Saleem
- Musique : Hiner Saleem
- Photographie : Pierre Boffety et Valérie Le Gurun
- Montage : Anna Ruiz
- Décors : Jean-Marc Tran
- Costumes : Claire Risterucci
- Pays de production :  France
- Langues originales : français et kurde
- Format : couleurs - 35 mm
- Genre : comédie
- Durée : 96 minutes
- Dates de sortie :
  - France : 3 juin 1998
  - Belgique : 9 juin 1999

## Distribution
- Georges Corraface : Cheto
- Marina Kobakhidze : Mina
- Rona Hartner
- Schahla Aalam : Leila
- Serge Avédikian
- Frédérique Bonnal
- Serge Djen
- Tuncel Kurtiz : oncle Ismet
- Stéphanie Lagarde : Christine
- Bruno López : Misto
- Jacky Nercessian : Remzi
- Emmanuelle Rivière : Aïcha
- Fatah Soltani : Machko
- Shahrokh Moshkin Ghalam (en) : Dilshad
- Ahmet Zirek : Gelal
- Éric Savin : le chanteur français

## Distinction
- Festival de Mannheim-Heidelberg 1998 : Prix du Public

## Critique
- André Videau, « Compte-rendu », Hommes et migrations, no 1216,‎ 1998 (lire en ligne)